# Melaleuca oldfieldii
Melaleuca oldfieldii är en myrtenväxtart som beskrevs av Ferdinand von Mueller. Melaleuca oldfieldii ingår i släktet Melaleuca och familjen myrtenväxter. Inga underarter finns listade i Catalogue of Life.